# توماس کیفر
توماس کیفر (انگلیسی: Thomas Kiefer؛ زادهٔ february ۲۵, ۱۹۵۸ (۶۷ سال)) ورزشکار روئینگ اهل ایالات متحده آمریکا است.
وی در مسابقات کشوری و بین‌المللی در مجموع برندهٔ ۱ مدال نقره شده‌است.